# Albert Sabin
Bác sĩ Albert Bruce Sabin (26 tháng 8 năm 1906 – 3 tháng 3 năm 1993) là nhà nghiên cứu y học người Mỹ gốc Ba Lan, ông nổi tiếng về sáng chế vắc-xin bại liệt đường uống rất thành công.

## Tiểu sử
Ông sinh ngày 26 tháng 8 năm 1906 tại Białystok, Nga (nay thuộc Ba Lan), và qua Mỹ với gia đình năm 1921. Năm 1930, ông nhập quốc tịch Mỹ. Sabin lấy bằng bác sĩ y khoa từ Đại học New York vào năm 1931. Ông tập về nội khoa, bệnh học, và ngoại khoa tại Bệnh viện Bellevue ở Thành phố New York từ 1931 đến 1933. Năm 1934, ông làm nghiên cứu tại Học viện Y học Dự phòng Lister (Lister Institute of Preventive Medicine) tại Anh, sau đó gia nhập Học viện Nghiên cứu Y khoa Rockefeller (Rockefeller Institute for Medical Research), nay là Đại học Rockefeller. Trong thời này ông bắt đầu chú ý lắm về nghiên cứu y khoa, nhất là về bệnh nhiễm trùng. Năm 1939, ông làm việc tại Bệnh viện Trẻ em Cincinnati (Cincinnati Children's Hospital) tại Cincinnati. Trong thời Chiến tranh thế giới thứ hai, ông là trung tá trong Bộ Quân y Hoa Kỳ và giúp phát triển những vắc-xin chống sốt xuất huyết Dengue và viêm não Nhật Bản. Vẫn giữ mối liên hệ với Bệnh viện Trẻ em và vào năm 1946 ông trở thành giám đốc về Nghiên cứu Nhi khoa tại Đại học Cincinnati.
Trong khi bệnh viêm tủy xám càng nguy hiểm, ông và những nhà nghiên cứu khác, nhất là Jonas Salk ở Pittsburgh, tìm một vắc-xin để tránh hay giảm bớt bệnh này. Cái gọi là vắc-xin "chết" của Salk được thử và phát hành cho công cộng vào năm 1955. Nó có hiệu lực về tránh phần nhiều triệu chứng của bệnh này, nhưng không ngăn ngừa các nhiễm trùng ruột đầu tiên. Vắc-xin của Sabin dùng virus "sống" và được thử ở khắp thế giới do Tổ chức Y tế Thế giới, khi vào năm 1957 nhiều trẻ em ở Nga, Hà Lan, México, Chile, Thụy Điển, và Nhật Bản được chúng. Dịch vụ Y tế Công cộng Hoa Kỳ (United States Public Health Service) ủng hộ vắc-xin "sống" năm 1961. Sản phẩm này được pha chế dùng sự cấy chứa các virus bệnh viên tủy xám bị làm yếu, có thể được uống, và ngăn ngừa sự mắc bệnh này. Đây là sáng kiến mà loại trừ bệnh viêm tủy xám khỏi nước Mỹ.

## Qua đời
Ông mất ngày  3 tháng 3, 1993 tại Bệnh viện đại học MedStar Georgetown University Hospital, Washington, D.C., Hoa Kỳ

## Giải thưởng
- Huy chương Robert Koch (1962)
- Giải Robert Koch (1963)
- Giải nghiên cứu Y học lâm sàng Lasker-DeBakey 1965
- Huân chương Khoa học Quốc gia (National Medal of Science, 1970)
- Huân chương Tự do Tổng thống (Presidential Medal of Freedom, 1986)